# IP-Suisse
IP-Suisse est une marque de certification collective destinée aux produits agricoles suisses. C'est aussi le nom de l'association de paysans à l'origine de cette marque. 
Le cahier des charges à respecter pour exploiter commercialement cette marque respectent les méthodes dites de production intégrée. La marque est mise à disposition par l'organe de contrôle et de certification ProCert.

## Référence et sources
1. ↑  « IP-Suisse », sur Association des groupements et organisations romands de l'agriculture (consulté le 12 août 2010)
2. ↑  « Certifications et normes », sur procert.ch (consulté le 12 août 2010)